# Rymdodysséerna
Rymdodysséerna (engelska: Space Odyssey) är en serie science fiction-böcker utgivna mellan 1968 och 1997, huvudsakligen av Arthur C. Clarke. Den består av fyra romaner, varav de två första har filmatiserats. Innan romaner utgavs, hade två noveller utgivits.

## 2001 – En rymdodyssé
Den svenska titeln för både boken 2001 - En rymdodyssé, medan filmen kallas 2001 - Ett rymdäventyr.
I både boken och filmen om 2001 har skeppsdatorn HAL 9000 en framträdande huvudroll.

### Boken
I boken beskrivs hur den första monoliten påverkar människornas urfäder för att deras intelligens skall utvecklas. Astronauterna reser till Saturnus och finner den andra monoliten på månen Japetus.

### Filmen
Filmen består av tre huvuddelar:
1. En del i början där människans urfäder för tre miljoner år sedan för första gången möter monoliten. Denna del (cirka 15 minuter) av filmen innehåller inget tal eller text.
2. Den andra delen av filmen behandlar upptäckten av monoliten på månen.
3. Den tredje delen behandlar resan mot Jupiter, HAL:s kollaps och David Bowmans möte med monoliten.

Filmen regisserades av Stanley Kubrick. Det framgår aldrig vad monoliten är. Filmens historia förenklades på så vis att expeditionens destination är Jupiter i stället för Saturnus via Jupiter.

## 2010 – Andra rymdodyssén

### Boken
Bowmans varning är att Alexei Leonov och dess besättning har 15 dagar på sig att lämna Jupiter.

### Filmen
Bowmans varning är att Leonov och dess besättning har 3 dagar på sig att lämna Jupiter.
Filmen regisserades av Peter Hyams.

## 2061
Halleys komet passerar genom de inre delarna av Solsystemet

## 3001
Roman publicerades år 1997, och skildrar astronauten Frank Poole som tinas upp efter tusen år.

### Fotnoter
1. ↑  Anna Thunman Sköld (4 november 2014). ”Nu kommer upplösningen på "2001 - Ett rymdäventyr"”. Moviezine. https://www.moviezine.se/nyheter/nu-kommer-upplosningen-pa-2001-ett-rymdaventyr. Läst 6 december 2015.
2. ↑  ”Här är de bästa bokserierna” (på svenska). Sveriges Radio. 10 augusti 2018. https://sverigesradio.se/artikel/7014424. Läst 30 november 2022.
3. ↑  Jens Peterson (9 oktober 2001). ”Kubricks klassiska rymdopera” (på svenska). Aftonbladet. https://www.aftonbladet.se/nojesbladet/tv/a/P3oPzz/kubricks-klassiska-rymdopera. Läst 28 november 2022.